# Alpi Eagles
Alpi Eagles – włoska linia lotnicza z siedzibą w Wenecji. Obsługiwała połączenia krajowe oraz międzynarodowe. Ostatni lot samolotu tej linii odbył się 3 stycznia 2008, a 6 marca Trybunał w Wenecji oficjalnie ogłosił upadłość firmy.